# Người thằn lằn

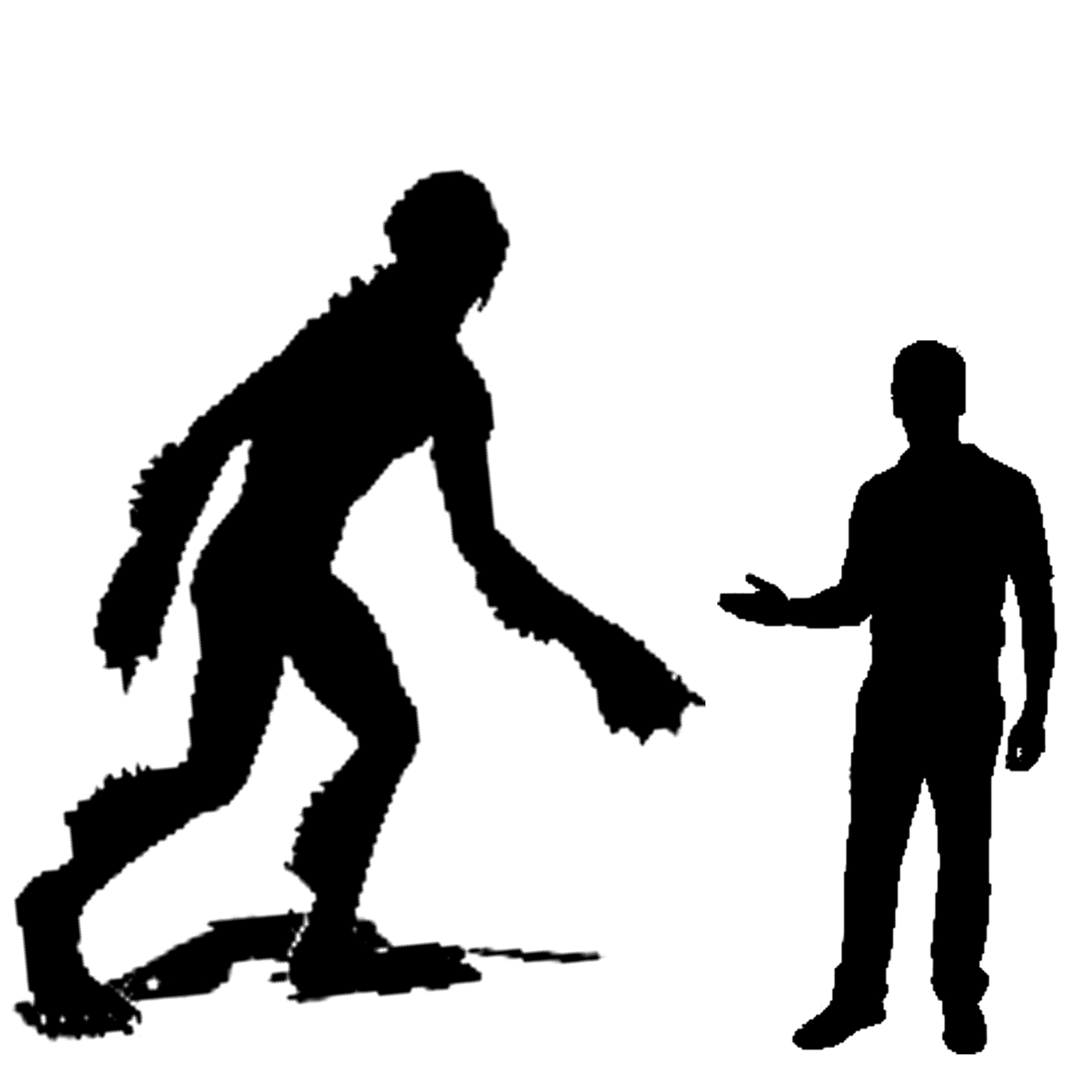
Người thằn lằn

Người thằn lằn hay Người thằn lằn ở đầm lầy Scape Ore là một sinh vật kỳ dị hình người được đồn là sinh sống ở khu vực đầm lầy trong và xung quanh vùng Lee County, Nam Carolina, khu vực sinh sống của nó được cho là ở hệ thống cống rãnh và các hầm tàu điện ngầm bỏ hoang ở các thị trấn gần đầm lầy. Nó bắt đầu xuất hiện vào ngày 29 tháng 6 năm 1988 và xuất hiện lần gần đây nhất là vào tháng 2 năm 2008. Người đầu tiên nhìn thấy con vật này là một người dân địa phương tên là Christopher Davis, 17 tuổi.
Con quái vật này được mô tả là cao khoảng 7 feet 1 inch (khoảng 2m), có hai chân, da có vảy cứng màu xanh và mắt đỏ rực. Người ta nói rằng người thằn lằn có ba ngón tay và ba ngón chân. Giữa các ngón tay và chân của chúng có một lớp màng, giúp nó có thể cắm vào đất khi đi. Nó có vảy giống như con thằn lằn Bằng chứng về sự phá hủy của quái vật với các phương tiện không may mắn gặp nó đã cho thấy rằng con quái vật này có sức mạnh lạ thường, nó có khả năng ném một chiếc ô tô.